# Stefan Heidenreich

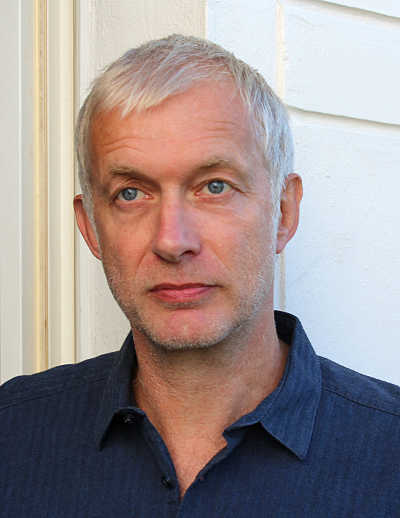
Stefan Heidenreich (2015)

Stefan Heidenreich (* 1965 in Biberach an der Riß) ist ein deutscher Kunst- und Medienwissenschaftler.

## Leben
Heidenreich studierte Philosophie, Kommunikationswissenschaften und Germanistik sowie zeitweise Physik und Volkswirtschaftslehre in Bochum und Berlin.
Von 2001 bis 2003 arbeitete Heidenreich als wissenschaftlicher Mitarbeiter am Forschungsprojekt Geschichte und Systematik der digitalen Medien bei Friedrich Kittler an der HU Berlin.
2010 bis 2012 unterrichtete er an der ETH Zürich am Lehrstuhl für Kunst und Architektur.
In den Jahren 2011 und 2012 hatte er eine Vertretungsprofessur für Designtheorie an der Kunsthochschule Kassel.
Von 2012 bis 2015 forschte er am Centre for Digital Cultures der Leuphana Universität Lüneburg.
Er ist Mitherausgeber des Autorenblogs Carta.

## Werk
Von der Medientheorie kommend beschäftigt sich Stefan Heidenreich vorrangig mit politischen, kulturellen und ökonomischen Effekten von Netzwerken.
In FlipFlop schildert Heidenreich die Technikgeschichte der Medien als „gleichsam blinden historischen Prozess“. Am Ende des 20. Jahrhunderts münde er mit der Digitalisierung „in eine Art Universaltechnologie“.  Letztlich verberge sich hinter seinem Medienbild jedoch ein kybernetisches Modell der Kulturgeschichte unter Ausblendung kultureller und gesellschaftlicher Faktoren, so die Rezension des Deutschlandfunks von Stefan Fuchs.
In Was verspricht die Kunst? beschreibt er Kunst als Produktionssystem, das seinen Namen von den Wissenschaften übernimmt und mit der Institution des Museums eine für die Moderne bestimmende zeitliche Ordnung erhält.

Seit 2006 wandte er sich verstärkt Fragen der Ökonomie zu. Mehr Geld, das er zusammen mit seinem Bruder Ralph Heidenreich verfasste, beschreibt kritisch die Dynamik hinter der Finanzkrise 2007/08. Robert Misik lobt die Publikation in seiner Rezension der TAZ, da sie viele Details zum Verständnis eines Geschehens liefere. Allerdings seien die Lösungsvorschläge nicht die Stärke des Buches, da sie in der Verteilungsgerechtigkeit gesucht würden. Ihr Fazit: 
„...ein kluges, durchaus eigenwilliges Buch... Im Resultat ein wenig jargonhaft, hat es eine gehörige Portion Deleuze-Guattari-Schneidigkeit. Das Geld als Wunschmaschine, das Vermögen des Geldes, sein Heilsversprechen, das noch in der quasi-religiösen Sprache (Credo und Kredit, Glaube und Gläubiger, Schuld und Schuldner) anklingt, dies blitzt eher aphoristisch auf.“ 
In dem Buch Forderungen setzen die Autoren die Überlegungen zum Geldsystem fort. Sie entwerfen die Utopie einer geldlosen Ökonomie. Da die Verteilung von Arbeit und die Distribution von Gütern sich über Netzwerke effizienter und gerechter organisieren lässt, erübrigt sich Geld für die Gestaltung des Zusammenlebens. Mehrdimensionale, momentane Bewertungen treten an die Stelle des allgemeinen Äquivalents, und intelligente Objekte werden zu eigenständigen ökonomischen Agenten.

## Privates
Stefan Heidenreich ist der Bruder des Biberacher Kommunalpolitikers, Landvermessers und Autors Ralph Heidenreich. Stefan Heidenreich lebt in Berlin.

## Bibliographie
- 2018 Geburtstag. Wie es kommt, dass wir uns selbst feiern, Hanser Verlag
- 2017 Geld. Für eine non-monetäre Ökonomie, Merve Verlag
- 2015 Forderungen (zusammen mit Ralph Heidenreich) Merve Verlag
- 2008 Mehr Geld (zusammen mit Ralph Heidenreich), Merve Verlag, hier vom Autor online gestellt
- 2004 Flipflop. Digitale Datenströme und die Kultur des 21. Jahrhunderts, Hanser Verlag
- 2003 Suchbilder. Visuelle Kultur zwischen Algorithmen und Archiven (hrsg. zus. mit Wolfgang Ernst und Ute Holl), Kadmos Kulturverlag
- 1998 Was verspricht die Kunst? Berlin-Verlag (2. Auflage 2009)
- 1993 Displacement. Gestohlene Objekte der Documenta IX, Ausstellungskatalog, Bilbao-Basauri (mit Marcel Hager)